# نیکولای الکسیف
نیکولای الکساندرویچ الکسیف (روسی: Никола́й Алекса́ндрович Алексе́ев؛ زادهٔ ۲۳ دسامبر ۱۹۷۷) وکیل، روزنامه‌نگار، فعال حقوق بشر، و جنبش‌های اجتماعی دگرباشان جنسی اهل روسیه است.
وی در ۲۱ اکتبر ۲۰۱۰ برنده اولین شکایت حقوقی علیه روسیه (الکسیف در برابر روسیه) در دادگاه حقوق بشر اروپا به خاطر نقض حقوق دگرباشان جنسی شد. الکسیف از حکومت روسیه به خاطر ممنوعیت رژه افتخار مسکو در سال‌های ۲۰۰۶، ۲۰۰۷ و ۲۰۰۸ شکایت کرده‌بود و آن را نقض سه بند از کنوانسیون حقوق بشر اروپا خوانده بود. نیکلای الکسیف بنیانگذار پراید مسکو‌ است.